# Bastion (fort reditowy) III „Kleparz”

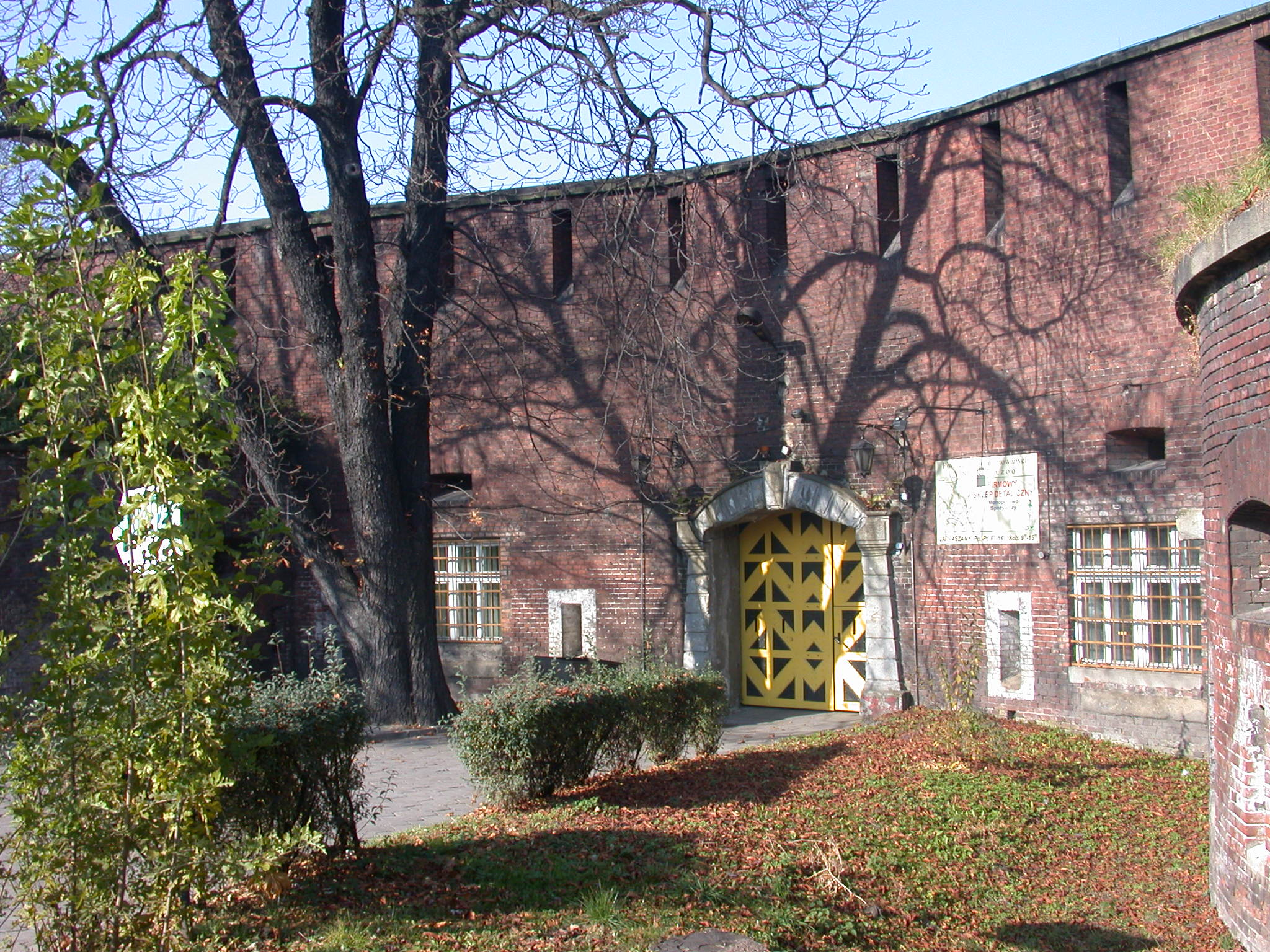

Bastion III „Kleparz” (Fort kleparski) – standardowy fort reditowy z lat 1856–1859, znajdujący się przy ul. Kamiennej 2/4 w Krakowie. Jedyny zachowany w stanie niemal pierwotnym fort tego typu.
Ze względu na położenie na newralgicznym, północnym odcinku obrony, jest to jeden z najpotężniejszych fortów rdzenia twierdzy krakowskiej. Zewnętrzny nasyp ziemny (przeciwstraż) osłania fosę, chronioną dwoma podwójnym kaponierami typu „kocie uszy”. Wał główny ma narys bastionu, stok omurowany; na wale znajdowały się stanowiska artyleryjskie. Wewnątrz wału znajduje się śródszaniec, w postaci podkowiastej, dwukondygnacyjnej, ceglanej redity, z płaszczem ziemnym do góry. Dziedzińce znajdują się między wałem i reditą, oraz wewnątrz redity. 
Z tyłu redity, długa szyja stanowiła trapezoidalną kaponierę, przeznaczoną do ostrzeliwania fosy przed wałem obwodu twierdzy (fosa i wał przylegały do fortu od tyłu). Szyja zakończona była potężnie rozbudowaną kaponierą tyłową, która położona była już wewnątrz linii obrony twierdzy i chroniła fort w przypadku wdarcia się nieprzyjaciela do wnętrza obwodu i ataku na fort z od strony miasta. Obiekt ten miał własny ceglany, jednokondygnacyjny dziedziniec. Główną bramę chroniły dwie basteje. Taka niezwykła konstrukcja z dwiema kaponierami wynikała z włączenia fortu w obwód wału twierdzy. Bastion kleparski pełnił zatem podwójną funkcję: chronił główną linię obrony całej twierdzy, a równocześnie stanowił jednostkę autonomiczną.
W latach sześćdziesiątych XIX w. fort ten był niemal nie do zdobycia, ze względu na swą rozbudowaną strukturę obrony. Ze względu na szybki postęp technologiczny, w latach osiemdziesiątych XIX w. stał się przestarzały. W 1884 do fortu dobudowano poprzecznice ze schronami na wale, a w 1909 koszary.
Fort nie brał udziału w działaniach wojennych. W okresie międzywojennym kontrolowany przez wojsko, w czasie II wojny światowej Niemcy więzili w nim jeńców radzieckich. Po wojnie szczęśliwie ocalał, mimo planów rozbiórki. Od roku 1954 nastąpiła jego zabudowa i zniekształcenie fos. Gospodarz, Piwnice Win Importowanych, dobudowały budynek biurowy, szpecący bryłę fortyfikacji. W 1997 obiekt został częściowo odrestaurowany przez następnego użytkownika, przedsiębiorstwo „Vinfort”. Mieści obecnie piwnicę win importowanych oraz – w tzw. kaponierze środkowej – klub muzyczny „Forty Kleparz”. W 2001 na wewnętrznym dziedzińcu (we fragmencie dawnej fosy wału twierdzy, między kaponierą tyłową a szyjną) urządzono parking.
Obiekt bardzo atrakcyjny, z ozdobnymi obramieniami okien i drzwi, rzygaczami itp.; zachowany w stanie bardzo dobrym, łącznie z częściowym wyposażeniem, jak np. wrota drewniane ze strzelnicami w furtach i bramach oraz portale kamienne. 
Otacza go Park Kleparski.